# C. W. Nicol

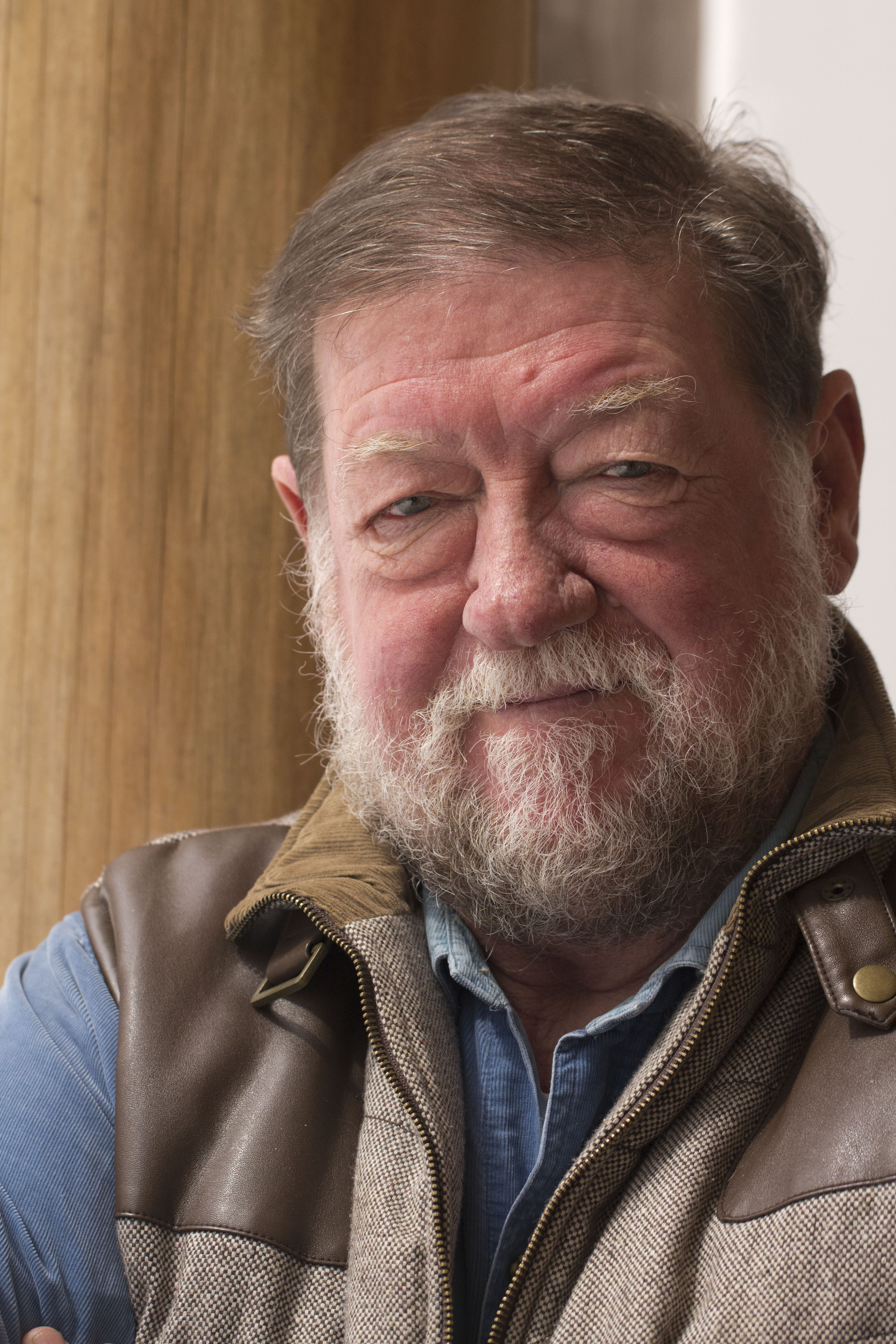
C. W. Nicol (2012)

Clive William „C. W.“ Nicol (* 17. Juli 1940 in Neath, Wales; † 3. April 2020 in Japan) war ein walisisch-japanischer Schriftsteller.
Nicol nahm 1958 an einer Arktisexpedition zur Erforschung der Eiderente teil und lebte zwei Jahre in Äthiopien, wo er am Aufbau des Simien-Nationalparks mitwirkte. Er war auch für die kanadische Regierung auf japanischen Walfangschiffen als Kontrolleur tätig.
Er hatte die japanische Staatsbürgerschaft erlangt und lebte in Japan. Sein Interesse galt der japanischen Kultur, insbesondere der Kampfkunst Karate. Mit 15 Jahren begann er Judo zu lernen. Er war auch sehr aktiv für den Naturschutz tätig.

## Werke
- Der letzte Samurai

Daneben gibt es noch einige englischsprachige Werke sowie an die 70 japanischsprachige.